# Alum Rock
Alum Rock es un lugar designado por el censo ubicado en el condado de Santa Clara en el estado estadounidense de California. En el año 2000 tenía una población de 13,479 habitantes y una densidad poblacional de 4,647.9 personas por km².

## Geografía
Alum Rock se encuentra ubicado en las coordenadas 37°22′3″N 121°49′32″O / 37.36750, -121.82556. Según la Oficina del Censo, la ciudad tiene un área total de 2,9 km² (1,1 mi²), de la cual 2,9 km² (1,1 mi²) es tierra y 0 km² (0 mi²) (0%) es agua.

## Demografía
Según la Oficina del Censo en 2007 los ingresos medios por hogar en la localidad eran de $54,567, y los ingresos medios por familia eran $53,872. Los hombres tenían unos ingresos medios de $31,485 frente a los $28,154 para las mujeres. La renta per cápita para la localidad era de $15,359. Alrededor del 10.9% de la población estaban por debajo del umbral de pobreza.